# 天义站
天义站，位于中华人民共和国内蒙古自治区赤峰市宁城县天义镇，是叶赤铁路上的火车站，建于1935年，由中国铁路沈阳局集团赤峰车务段管辖。

## 歷史
- 建于1935年。

## 車站周邊
- 中国工商银行宁城天义支行
- 天义镇卫生院
- 宁城县民政局
- 宁城县粮食局
- 中国农业银行宁城县支行
- 宁城县医院
- 中国邮政储蓄银行大宁路邮政支局
- 正基海逸酒店
- 农村信用合作社大宁路分社
- 中国建设银行宁城支行
- 宁城县群众文化艺术馆
- 包商银行宁城支行
- 宁城县司法局
- 八里罕中学
- 宁城县民政局
- 宁城县广播电视台
- 宁城县工商局
- 宁城县自来水公司

## 外部連結
- 中国铁路客户服务中心 （页面存档备份，存于）